# Doraemon

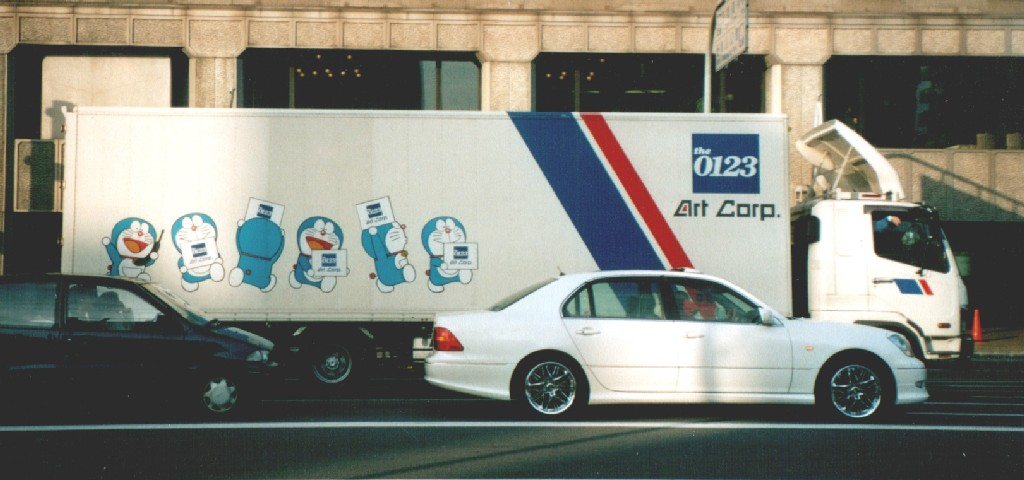
Doraemon als Werbefigur einer japanischen Speditionsfirma (2003)

Doraemon (jap. ドラえもん) ist eine Mangaserie des Zeichnerduos Fujiko Fujio, die von 1969 bis 1996 in Japan erschien, und zugleich der Name von deren Hauptfigur. In Asien ist Doraemon ebenso bekannt wie Micky Maus in der westlichen Welt. Die zahlreichen Folgen der Zeichentrickserie sind oftmals mit pädagogischem Anspruch versehen. Sie wurden in eine Reihe von Sprachen übersetzt. Im Westen war sie in Italien, Portugal und spanischsprachigen Ländern am erfolgreichsten.

## Handlung
Der Roboter Doraemon wird aus dem 22. Jahrhundert in die Gegenwart geschickt. Der Ur-Ur-Enkel von Nobita versucht dadurch zu erreichen, dass der Tollpatsch Nobita vor seinen größten Fehlern bewahrt wird, ein sorgenfreies Leben führt und nicht in Schwierigkeiten gerät, die sich bis in die Zukunft auswirken. Insbesondere soll Doraemon sicherstellen, dass Nobita sich nicht unnötig in Schwierigkeiten verrennt und wie vorgesehen Shizuka heiratet.
Die Geschichten folgen vorgegebenen Mustern. Nobita kommt weinend nach Hause und ruft laut nach Doraemon: „Doraemon, hilf mir!“. Zusammen stehen sie manche Abenteuer durch und bewältigen die Probleme Nobitas, die von Schulproblemen über Ärger mit den Klassenkameraden bis zu Unsicherheiten im Umgang mit Mädchen reichen. Um Nobita zu helfen, zaubert Doraemon immer neue fantasievolle Geräte aus der Zukunft aus seiner Tasche. Häufig gerät Nobita durch deren Einsatz jedoch noch tiefer in den Schlamassel.

## Etymologie
Der Name Doraemo ist abgeleitet vom japanischen Begriff – „doraneko“ – einer „dreisten herrenlose Katze“, die beispielsweise Fische stiehlt. Dora- vom doraneko (どら猫 dora·neko, deutsch ‚streunende Katze‘) und der „Suffix“ emon (えもん emon). Uemon (右衛門 u·emon) bzw. Emon (衛門 emon – siehe beispielsweise Ishikawa Goemon) sind typisch historische Familien- und Vornamen im alten Japan. Doch es gibt auch eine Herleitung des Namens von Doraemons „Leibgericht“ Dorayaki – „dora“-e, einer japanischen Süßigkeit (wagashi, 和菓子), und der Zusatz „-mon“ soll für Monster stehen.

## Figuren
Doraemon (ドラえもん)
Der blaue Roboter Doraemon hat ein katzenähnliches Aussehen. Seine Ohren wurden von einer Robotermaus abgeknabbert, weswegen er panische Angst vor Mäusen hat, obwohl diese dem Roboter eigentlich keinen Schaden zufügen können. Er wiegt 129,3 Kilogramm, ist 129,3 cm groß, kann 129,3 cm hoch in die Luft springen und rennt bis zu 129,3 km/h schnell. Am Bauch trägt er eine Tasche, die Yojigen-Poketto, auf Deutsch vierdimensionale Tasche, die in ein anderes Raumkontinuum mündet und deshalb unendlich viel Platz bietet. Aus der Tasche holt er bei Bedarf allerlei Gegenstände aus der Zukunft, etwa eine Überall-Tür und diverses anderes technisches Spielzeug.
Nobi Nobita (野比 のび太)
Nobita geht in die 4. Klasse, ist oft unkonzentriert, nicht allzu gut in der Schule und gerät leicht in Schwierigkeiten. Trotz all seiner Schwächen ist er dennoch ein liebenswerter Junge, der sein Herz am rechten Fleck hat. In der Zukunft werden er und Shizuka heiraten und Kinder bekommen, aber in der Gegenwart sieht es allzu oft gar nicht danach aus.
Minamoto Shizuka (源 静香)
Shizuka ist das einzige Mädchen in den Geschichten. Sie ist charmant, liebenswert und wird von allen Jungs in der Klasse geliebt. Dass sie Nobita heiraten wird, weiß sie so wenig wie er. Sie wohnt in der Nachbarschaft, ist sehr gut in der Schule und liebt das ausgiebige Baden. In vielen Folgen geht es darum, wie Nobita mit Doraemons Hilfe versucht, sie zu beeindrucken.
Honekawa Suneo (骨川 スネ夫)
Honekawa Suneo ist ein fuchsgesichtiger Widerling. Er lügt und betrügt sich durch das Leben. Dabei ist er ziemlich helle und hat ein außergewöhnlich gutes Allgemeinwissen. Er ist ordinär und verwöhnt, und kriegt fast alles, was er will. Vor allem aber will er, dass Doraemon mit ihm zusammenlebt und ihm alles das gibt, was er noch nicht hat. Sein bester Freund ist Gian (Gōda Takeshi). Er hackt ständig auf Nobita herum und bringt ihn in Schwierigkeiten. Insgeheim ist er in Shizuka verliebt. Obwohl er ein Prahler und Snob ist, wird er manchmal auch recht liebenswürdig dargestellt. Natürlich kommt danach schnell wieder sein schlechter Charakter zum Vorschein.
Gōda Takeshi (剛田 武)
Gōda Takeshi (Gian) ist der Tyrann der Gruppe. Er ist zäh und stark und kann nicht singen. Er und Suneo hacken immer auf Nobita herum. Er ist wegen all der Dinge, die Nobita und Suneo bekommen, oft auf sie eifersüchtig. Also nimmt er ihnen die Spielsachen weg und quält sie. Er liest gerne Comic-Hefte und seine Schulnoten sind nicht besonders gut, aber auch nicht so schlecht wie die von Nobita. Er gerät ähnlich wie Nobita immer in Schwierigkeiten. Außerdem hat er eine jüngere Schwester, Jaiko (ジャイ子), die gerne Mangas zeichnet.
Dekisugi Hidetoshi (出木杉 英才)
Dekisugi Hidetoshi ist ein rundum perfekter Mensch. Er ist unter den Klassenbesten, sportlich und ziemlich beliebt. Nur Suneo ist beliebter, weil er die Mädchen aus der Nachbarschaft beschenkt. Er ist sehr freundlich, bescheiden und prahlt nie. Nobita versucht immer zu erreichen, dass ihm Dekisugi seine Hausaufgaben macht um ihm so den Schultag ein wenig zu erleichtern.

## Analyse
Jede der Geschichten ist acht bis zehn Seiten lang. Grundschema ist das Zusammenspiel des kleinen Jungen mit seinem Roboter, das unter immer neuen Umständen zu komischem Chaos führt. Dieses Schema kommt auch in weiteren japanischen Kinderserien vor, Doraemon ist aber der bedeutendste Vertreter. Eine andere Formulierung dieses Schemas ist die als Kombination einer alltäglichen Szenerie mit einem einzigen außergewöhnlichen Element – dem Roboter Doraemon – das eine Kette von Ereignissen in Gang setzt. Ähnlich funktionierte auch schon Obake no Q-tarō vom gleichen Zeichnerduo, allerdings mit einem Geist statt einem Roboter.
Zielgruppe der Serie sind Grundschulkinder. Viele der kurzen Geschichten haben eine Moral oder Lektion, beispielsweise eine ökologische. Dabei spielen oft anthropomorphe Tiere eine Rolle, ähnlich wie in Fabeln. In den ökologischen Botschaften zeigen sich die Einflüsse des Buddhismus in Japan, der Mitgefühl mit allen Dingen lehrt, die Natur zu respektieren und zu schützen. Auch nostalgische Rückblicke auf die Natur, die durch die Moderne verloren gegangen ist, kommen vor. Neben diesen Bezügen zu japanischen Moralvorstellungen werden in den Geschichten auch die japanischen Feiertage, Sagen und Episoden der japanischen Geschichte aufgegriffen. Trotz der ökologischen oder moralischen Botschaften sind die Geschichten generell positiv gegenüber Technologie eingestellt und vermitteln ein optimistisches Bild der menschlichen Entwicklung. Laut einigen Kulturwissenschaftlern sind die gezeigte ständige Behütung und die Erfüllung aller Wünsche der Kinder durch Doraemon auch ein Abbild der psychologischen Bedürfnisse kleiner Kinder.

## Manga
Zur Entstehung der Serie, so Fujimoto, trugen die früheren Erfahrungen mit Serien für Kinder bei. Darunter besonders Obake no Q-tarō von 1964. Was sich dabei als erfolgreich erwiesen hat, wurde nun in Doraemon ausgebaut. Die ersten Mangas erschienen ab Dezember 1969 gleichzeitig in verschiedenen Kindermagazinen, die sich an Kinder unterschiedlichen Alters richten. In jedem der monatlich erscheinenden Magazine wurde ein Manga veröffentlicht, der genau auf die jeweilige Altersgruppe ausgerichtet war. Später wechselte Doraemon in vierteljährlich, dann wieder monatlich erscheinende Magazine, bis der Verlag Shogakukan 1979 schließlich das Magazin CoroCoro Comic herausbrachte, das sich inhaltlich zunächst ausschließlich mit Doraemon beschäftigte.
Die Serie wurde von 1974 bis 1996 in 45 Sammelbänden veröffentlicht, Shogakukan verwendete auch etliche Folgen in verschiedenen Manga-Magazinen. Eine englische Übersetzung erschien 2002 bis 2005 bei Shogakukan English Comics. In Ost- und Südostasien ist die Serie weit verbreitet. Die erste Veröffentlichung in Hongkong erschien unter dem Namen Ding Dong 1975 im Magazin Yitung Lokyun in einer komplett neu gezeichneten und kolorierten Fassung mit chinesischen Namen. Dorthin und von hier weiter in die südostasiatischen Staaten kam Doraemon lange nur in Form von kommerziell verbreitete, nicht-lizenzierte Kopien, ehe in den 1990er Jahren Lizenzverträge abgeschlossen wurden. Außerdem erschienen Übersetzungen in Frankreich, Spanien, Italien und Lateinamerika.

## Anime-Fernsehserie
Eine erste Adaption des Mangas als Animeserie für das japanische Fernsehen entstand 1973 bei Nippon Television Dōga. Nach den Drehbüchern von Haruya Yamazaki und Yoshitake Suzuki und unter der Regie von Mitsuo Kaminashi wurden 26 Folgen produziert. Die künstlerische Leitung lag bei Shōhei Kawamoto. Die Ausstrahlung erfolgte vom 1. April bis 30. September 1973 bei Nippon TV. International wurde die Serie in Spanien, Mexiko, Italien und den Philippinen gezeigt.
1979 begann die Produktion einer neuen Staffel bei Shin-Ei Animation. Regie führte Tsutomu Shibayama, Autoren waren Fumihiko Shimo, Hideki Sonoda, Masaki Tsuji und Takashi Yamada. Das Charakterdesign stammt von Eiichi Nakamura. Die Serie wurde ab dem 2. April 1979 bei TV Asahi ausgestrahlt. Sie lief bis zum 25. März 2005 und erreichte 1787 Folgen. Sie wurde auf Spanisch, Französisch, Italienisch, Portugiesisch, Arabisch und Tagalog im Fernsehen ausgestrahlt.
Am 15. April 2005 startete zum 25. Geburtstag von Doraemon eine neue Staffel. Diese entstand wieder bei Shin-Ei Animation, zunächst unter Regisseur Kōzō Kusuba, dann Soichiro Zen. Die Erstausstrahlung findet bei TV Asahi statt. International gibt es Ausstrahlungen auf Englisch, Französisch, Italienisch, Spanisch, Baskisch, Katalanisch, Galizisch, Portugiesisch, Polnisch, Arabisch, Tagalog, Chinesisch, Thai, Vietnamesisch, Indonesisch, Hindi, Tamil, Telugu u. a.

### Synchronisation
| Rolle              | Japanische Stimme (Seiyū) 1973                        | Japanische Stimme 1979                            | Japanische Stimme 2005 |
| ------------------ | ----------------------------------------------------- | ------------------------------------------------- | ---------------------- |
| Doraemon           | Kōsei Tomita (Folge 1–13) Masako Nozawa (Folge 14–26) | Nobuyo Oyama                                      | Wasabi Mizuta          |
| Nobita Nobi        | Yoshiko Ōta                                           | Noriko Ohara                                      | Megumi Ōhara           |
| Nobisuke Nobi      | Ichirō Murakoshi                                      | Masayuki Katō (1979–1992) Yōsuke Naka (1992–2005) | Yasunori Matsumoto     |
| Tamako Nobi        | Noriko Ohara                                          | Sachiko Suetsune                                  | Kotono Mitsuishi       |
| Takeshi Gōda/Gian  | Kaneta Kimotsuki                                      | Kazuya Tatekabe                                   | Subaru Kimura          |
| Shizuka Minamoto   | Masako Ebisu                                          | Michiko Nomura                                    | Yumi Kakazu            |
| Suneo Honekawa     | Shun Yashiro                                          | Kaneta Kimotsuki                                  | Tomokazu Seki          |
| Hidetoshi Dekisugi | –                                                     | Sumiko Shirakawa                                  | Shihoko Hagino         |
| Dorami             | –                                                     | Keiko Yokozawa                                    | Chiaki                 |
| Sewashi Nobi       | Keiko Yamamoto                                        | Yoshiko Ohta                                      | Sachi Matsumoto        |
| Jaiko Gōda         | –                                                     | Yoshiko Ōta (1979) Kazuyo Aoki (1980–2005)        | Vanilla Yamazaki       |
| Botako             | Masako Nozawa                                         |                                                   | Kikumi Umeda           |

### Musik
Die Musik der ersten Staffel komponierte Nobuyoshi Koshibe und Shunsuke Kikuchi. Der Vorspann ist Doraemon und der Abspann Doraemon Rumba, beide von Harumi Naitoh.
Für die zweite Staffel komponierte Shunsuke Kikuchi die Musik. Die Vorspannlieder sind:
- Doraemon no Uta von Kumiko Oosugi, Nobuyo Oyama
- Boku Doraemon von Nobuyo Oyama, Koorogi '73
- Doraemon no Uta von Satoko Yamano
- Doraemon no Uta von Tokyo Purin
- Doraemon no Uta von Misato Watanabe
- Doraemon no Uta von AJI

Für die Abspanne verwendete man folgende Lieder:
- Doraemon Ekaki-uta von Nobuyo Oyama
- Aoi Sora wa Pocket sa von Kumiko Oosugi
- Doraemon Ondo von Nobuyo Oyama, Koorogi '73
- Dorami-chan Ekaki-uta von Keiko Yokozawa
- Maru-gao no Uta von Nobuyo Oyama
- Boku-tachi Chikyuu-jin von Mitsuko Horie
- Santa Claus wa Doko no Hito von Nobuyo Oyama
- Aozora-tte Iina von Mitsuko Horie
- Ashita mo Tomodachi von Yui Nishiwaki
- Boku Doraemon 2112 von Nobuyo Oyama, Koorogi '73
- Mata Aeru Hi made von Yuzu
- Tanpopo no Uta von The Alfee
- YUME-biyori von Hitomi Shimatani
- Aa Iina! von W [Double You]

Die Musik der dritten Staffel komponierten Kan Sawada und Shunsuke Kikuchi. Die Vorspannlieder sind:
- Doraemon no Uta von Twelve Girls Band
- Hug Shichao von Rimi Natsukawa
- Yume wo Kanaete Doraemon von mao

Der Abspann wurde unterlegt mit dem Lied Odore Dore Dora Doraemon Ondo von Wasabi Mizuta.

### Specials
Zusätzlich zur Serie wurden mehrere Fernsehfilme ausgestrahlt:
| Titel                                         | Originaltitel                                        | Jahr | Länge  |
| --------------------------------------------- | ---------------------------------------------------- | ---- | ------ |
| Oshōgatsu da yo! Doraemon                     | お正月だよ！ドラえもん                               | 1979 | 60 min |
| Doraemon and Itchy the Stray                  | –                                                    | 1979 | –      |
| Doraemon Meets Hattori the Ninja              | –                                                    | 1979 | –      |
| Doraemon's Time Capsule for 2001              | –                                                    | 1979 | –      |
| Doraemon: Come back Doraemon                  | –                                                    | 1979 | –      |
| Doraemon: Featherplace                        | –                                                    | 1979 | –      |
| Aki da! Ichiban Doraemon Matsuri              | 秋だ！一番ドラえもん祭り                             | 1986 | –      |
| Haru da! Ichiban Doraemon Matsuri             | 春だ！一番ドラえもん祭り                             | 1986 | –      |
| Natsu da! Ichiban Doraemon Matsuri            | 夏だ！一番ドラえもん祭り                             | 1986 | –      |
| Doraemon: It's Winter!                        | –                                                    | 1986 | –      |
| Doraemon: Summer Holiday                      | –                                                    | 1986 | –      |
| Doraemon: Treasure of the Shinugumi Mountain  | –                                                    | 1986 | –      |
| X'mas da yo! Doraemon & Doraemons Chō Special | X'マスだよ！ドラえもん＆ドラえもんズ超スペシャル！！ | 1996 | –      |

## Kinofilme
Die ersten Doraemon-Animes in Spielfilmlänge wurden 1980 produziert, seitdem erscheinen jährlich im Frühjahr neue Filme. Die Handlung wurde dabei teilweise an exotische oder prähistorische Orte verlegt und in einigen Filmen wurden Legenden und literarische Vorlagen verwertet, die den Filmen mehr Abenteuercharakter verliehen. Die Filme zählten von Beginn an stets zu den erfolgreichsten Animefilmen des Jahres und spielten alle jeweils deutlich über 1 Milliarde Yen ein. In den 1980er wurden die Tickets wie damals üblich als Doppel- oder Dreifachtickets verkauft, meist zusammen mit Monster-Realfilmen wie der Godzilla-Reihe. 1997 spielte Nobita’s Clockwork City Adventure 2 Milliarden Yen ein und der 2007 in die japanischen Kinos gekommene 27. Film Doraemon: Nobita no Shin Makai Daibōken - Shichinin no Mahōtsukai spielte 33,1 Millionen Dollar ein und war damit der zweiterfolgreichste Anime-Film des Jahres und auf Rang sieben unter allen Filmen in Japan. Ab dem 24. Dezember 2021 zeigt Netflix die beiden 3D-animierten Filme Stand by Me Doraemon (2014) und Stand by Me Doraemon 2 (2020) auch in Deutschland.
| Titel                                                             | Originaltitel                                            | Jahr | Länge   |
| ----------------------------------------------------------------- | -------------------------------------------------------- | ---- | ------- |
| Doraemon: Nobita no Kyoryu                                        | ドラえもん: のび太の恐竜                                 | 1980 | 92 min  |
| Doraemon: Nobita no Uchū Kaitakushi                               | ドラえもん: のび太の宇宙開拓史                           | 1981 | 91 min  |
| –                                                                 | ドラえもん: ぼく、桃太郎のなんなのさ                     | 1981 | 46 min  |
| Doraemon: Nobita no Daimakyo                                      | ドラえもん: のび太の大魔境                               | 1982 | 92 min  |
| –                                                                 | ドラえもん: のび太の海底鬼岩城                           | 1983 | 95 min  |
| –                                                                 | ドラえもん: のび太の魔界大冒険                           | 1984 | 98 min  |
| –                                                                 | ドラえもん: のび太の宇宙小戦争 (リトル・スターウォーズ)  | 1985 | 98 min  |
| Doraemon: Nobita to Tetsujin Heidan                               | ドラえもん: のび太と鉄人兵団                             | 1986 | 97 min  |
| Doraemon: Nobita to Ryū no Kishi                                  | ドラえもん: のび太と竜の騎士                             | 1987 | 93 min  |
| –                                                                 | ドラえもん: のび太のパラレル西遊記                       | 1988 | 90 min  |
| –                                                                 | ドラえもん: のび太の日本誕生                             | 1989 | 100 min |
| –                                                                 | ドラえもん: のび太とアニマル惑星 (プラネット)            | 1990 | 100 min |
| –                                                                 | ドラえもん: のび太のドラビアンナイト                     | 1991 | 100 min |
| Doraemon: Nobita to Kumo no Ōkoku                                 | ドラえもん: のび太と雲の王国                             | 1992 | 100 min |
| –                                                                 | ドラえもん: のび太とブリキの迷宮                         | 1993 | 100 min |
| –                                                                 | ドラえもん: のび太と夢幻三剣士                           | 1994 | 100 min |
| –                                                                 | ドラえもん: のび太の創世日記                             | 1995 | 98 min  |
| Doramon: Year 2112 Doraemon Tanjō                                 | ドラえもん: ２１１２年ドラえもん誕生                     | 1995 | 30 min  |
| Doraemon: Nobita to Ginga Chō Tokkyū [Express]                    | ドラえもん: のび太と銀河超特急 (エクスプレス)            | 1996 | 97 min  |
| –                                                                 | ドラえもん: のび太のねじ巻き都市 (シティー) 冒険記       | 1997 | 98 min  |
| –                                                                 | ドラえもん: のび太の南海大冒険                           | 1998 | 91 min  |
| –                                                                 | ドラえもん: 帰ってきたドラえもん                         | 1998 | 27 min  |
| –                                                                 | ドラえもん: のび太の宇宙漂流記                           | 1999 | 93 min  |
| Doraemon: Nobita no Kekkon Zenya                                  | ドラえもん: のび太の結婚前夜                             | 1999 | 26 min  |
| –                                                                 | ドラえもん: のび太の太陽王伝説                           | 2000 | 93 min  |
| Doraemon: Obāchan no Omoide                                       | ドラえもん: おばあちゃんの思い出                         | 2000 | 27 min  |
| –                                                                 | ドラえもん: のび太と翼の勇者たち                         | 2001 | 91 min  |
| Doraemon: Ganbare! Gian!!                                         | ドラえもん: がんばれ！ジャイアン！！                     | 2001 | 25 min  |
| –                                                                 | ドラえもん: のび太のロボット王国                         | 2002 | 81 min  |
| Doraemon: Boku no Umareta Hi                                      | ドラえもん: ぼくの生まれた日                             | 2002 | 28 min  |
| –                                                                 | ドラえもん: のび太とふしぎ風使い                         | 2003 | 80 min  |
| –                                                                 | ドラえもん: のび太のワンニャン時空伝                     | 2004 | 80 min  |
| Doraemon: Nobita no Kyoryu 2006                                   | ドラえもん: のび太の恐竜2006                             | 2006 | 107 min |
| Doraemon: Nobita no Shin Makai Daibōken - Shichinin no Mahōtsukai | ドラえもん: のび太の新魔界大冒険～7人の魔法使い～        | 2007 | 112 min |
| Doraemon: Nobita to Midori no Kyojin Den                          | ドラえもん: のび太と緑の巨人伝                           | 2008 | 112 min |
| Doraemon: Shin Nobita no Uchū Kaitakushi                          | ドラえもん: 新・のび太の宇宙開拓史                       | 2009 | 102 min |
| Doraemon: Nobita no Ningyo Daikaisen                              | ドラえもん: のび太の人魚大海戦                           | 2010 | 99 min  |
| Doraemon: Shin Nobita to Tetsujin Heidan - Habatake Tenshi-tachi  | ドラえもん: 新・のび太と鉄人兵団 ～はばたけ 天使たち～   | 2011 | 109 min |
| Doraemon: Nobita to Kiseki no Shima ~Animal Adventure~            | ドラえもん: のび太と奇跡の島 ～アニマル アドベンチャー～ | 2012 | 99 min  |
| Doraemon: Nobita no Himitsu Dōgu Museum                           | ドラえもん: のび太のひみつ道具博物館 (ミュージアム)      | 2013 | 104 min |
| Doraemon: Shin Nobita no Daimakyo ~Peko to 5-nin no Tankentai~    | ドラえもん: 新・のび太の大魔境 ～ペコと5人の探検隊～     | 2014 | 104 min |
| Doraemon: Nobita no Space Heroes                                  | ドラえもん: のび太の宇宙英雄記 (スペースヒーローズ)      | 2015 | 100 min |
| Doraemon: Shin Nobita no Nihon Tanjō                              | ドラえもん: 新・のび太の日本誕生                         | 2016 | 104 min |
| Eiga Doraemon: Nobita no Nankyoku Kachi Kochi Daibōken            | 映画ドラえもん: のび太の南極カチコチ大冒険               | 2017 | 101 min |
| Eiga Doraemon: Nobita no Takarajima                               | 映画ドラえもん: のび太の宝島                             | 2018 | 109 min |
| Eiga Doraemon: Nobita no Getsumen Tansa-ki                        | 映画ドラえもん: のび太の月面探査記                       | 2019 | 111 min |
| Eiga Doraemon: Nobita no Shin Kyoryu                              | 映画ドラえもん: のび太の新恐竜                           | 2020 | 111 min |
| Doraemon: Nobita no Ritoru Suta Wozu 2021                         | ドラえもん: 宇宙小戦争 2021                              | 2022 | 108 min |

Neben der Hauptreihe entstanden zwei Nebenreihen:
| Titel                                              | Originaltitel                                  | Jahr | Länge  |
| -------------------------------------------------- | ---------------------------------------------- | ---- | ------ |
| Dorami-chan: Mini-Dora SOS                         | ドラミちゃん: ミニドラＳＯＳ！！！             | 1989 | 40 min |
| Dorami-chan: Arara Shōnen Sanzoku Dan              | ドラミちゃん: アララ・少年山賊団！             | 1991 | 40 min |
| Dorami-chan: Hello, Dynosis Kids!!                 | ドラミちゃん: ハロー恐竜キッズ                 | 1993 | 40 min |
| Dorami-chan: A Blue Straw Hat                      | ドラミちゃん: 青いストローハット               | 1995 | 15 min |
| Dorami & Doraemons: Robot School's Seven Mysteries | ドラミ＆ドラえもんズ: ロボット学校七不思議！？ | 1996 | 31 min |

| Titel                                                             | Originaltitel                                              | Jahr | Länge  |
| ----------------------------------------------------------------- | ---------------------------------------------------------- | ---- | ------ |
| The Doraemons: The Mysterious Thief Dorapan The Mysterious Cartel | ザ☆ドラえもんズ: 怪盗ドラパン謎の挑戦状！                  | 1997 | 31 min |
| The Doraemons: The Great Operation of Springing Insects           | ザ☆ドラえもんズ: ムシムシぴょんぴょん大作戦！              | 1998 | 16 min |
| The Doraemons: Strange, Sweets, Strange?                          | ザ☆ドラえもんズ: おかしなお菓子なオカシナナ？              | 1999 | 16 min |
| The Doraemons: Doki Doki Wildcat Engine                           | ザ☆ドラえもんズ: ドキドキ機関車大爆走！                    | 2000 | 17 min |
| Dorami & Doraemons: Space Land's Critical Event                   | ドラミ＆ドラえもんズ: 宇宙（スペース）ランド危機イッパツ！ | 2001 | 15 min |
| The Doraemons: Goal! Goal! Goal!!                                 | ザ☆ドラえもんズ: ゴール！ゴール！ゴール！！                | 2002 | 7 min  |

## Videospiele
Zu Doraemon erschienen in Japan über 60 Videospiele. Das erste Spiel kam für das System Arcadia 2001 heraus. Es folgten Spiele unter anderem für PlayStation, Nintendo DS, Nintendo 3DS, Sega Pico, iOS und Android.

## Merchandising
Seit Doraemon Ende der 1970er Jahre deutlich an Popularität gewonnen hat, wurden zahlreiche Merchandising-Produkte zur Serie und vor allem mit der Hauptfigur Doreamon herausgebracht. Die Figur und alle Merchandise-Artikel werden von Fujiko Pro lizenziert. Darunter sind Spielzeuge, Kleidung und Schreibwaren sowie die Verwendung als Werbefigur für unterschiedliche Produkte, Dienstleistungen und Institutionen. Die Einnahmen aus diesen Lizenzprodukten beliefen sich von 1979 bis 1994 auf insgesamt 15,3 Milliarden Yen. Einige Zeit lang kamen etwa 100 bis 150 Produkte beziehungsweise Verwendungen der Marke pro Jahr dazu.

## Rezeption
Der Manga wurde mehrfach ausgezeichnet: Er gewann zuerst 1973 den Japan Cartoonist Award, dann 1982 den 27. Shōgakukan-Manga-Preis. Fujiko Fujio erhielt für Doraemon 1997 bei der ersten Verleihung des Osamu-Tezuka-Kulturpreises den Großen Manga-Preis. Seit langem ist die Figur eine der bekanntesten und beliebtesten in Japan. Der finanzielle Erfolg war groß genug – insbesondere mit Beginn der Animeumsetzung fürs Fernsehen – dass das Zeichnerduo 1980 ein gemeinsames Einkommen von umgerechnet 1,7 Millionen US-Dollar hatte. Mit dem Start der Verfilmungen wurde die Serie in Japan auch zu einer Institution der Kinderunterhaltung. International war die Serie ebenso sehr erfolgreich, insbesondere schon seit den 1970er Jahren in Ost- und Südostasien. So wurde sie Anfang der 1990er Jahre in Thailand sehr beliebt und die Figur Doraemon wurde in mehreren Ländern für unterschiedlichste Werbung genutzt – von Fastfoodketten bis Regierungsorganisationen. Auch in Lateinamerika, dem Nahen Osten und Teilen Europas war die Serie erfolgreich.
Andreas C. Knigge nennt die Figur Doraemon „den Traum eines jeden Japaners“: eine „mechanische Lernhilfe, anspruchslos und dabei auch noch niedlich“. Jason Thompson vergleicht die Rolle des Roboters mit der eines Dschinns. Der Manga sei lustig in seiner Albernheit, verstärkt durch den einfachen, etwas altbackenen Stil und manchmal gemischt mit trockenem Humor. Frederik L. Schodt nennt die Geschichten „zurückhaltend und süß“ im Vergleich zu vielen deutlich wilderen Serien des Gag- und Kindergenres, worin auch ein Grund für die Beliebtheit sowohl bei Kindern als auch bei Eltern liegen könne. Die deutsche Zeitschrift MangasZene ergänzt, dass der „fantasievolle Klassiker“ einen „interessanten Einlick ins Leben eines japanischen Grundschülers in den 70ern“ gewährt und in dieser Hinsicht „eine Schatzgrube für jeden Japanbegeisterten“ ist. Die Anime Encyclopedia bescheinigt der Fernsehserie einen ausdauernden Erfolg durch einfache Geschichten und zeitlose Animationen.
Im April 2002 wurde Doraemon vom Time Magazine als eines von 22 wichtigsten Aushängeschildern Japans und „knuddeligster Held Asiens“ benannt. Im Jahr 2008 ernannte das japanische Außenministerium die Figur zum ersten Anime-Botschafter des Landes, der Verständnis für die japanische Kultur verbreiten soll. Doch in vielen westlichen Ländern ist die Serie kaum bekannt, so auch in Deutschland und den Vereinigten Staaten, obwohl die langlaufende Serie mit zahlreichen Filmen und Merchandising für amerikanische Verwerter lukrativ erscheinen könnte. Den Grund für die ausgebliebene Verwertung sieht Fred Patten in der sehr jungen Zielgruppe von Doraemon in Verbindung mit der engen Verknüpfung vieler der Geschichten mit japanischen Feiertagen, Sagen, Geschichte und Moral, zu der amerikanische Kinder keinen Bezug hätten.

## Museum
Seit 3. September 2011 gibt es ein Doraemon-Museum in Kawasaki, in dem nicht nur zu Doreamon ausgestellt wird, sondern auch andere Werke des Künstlers. Es zeigt Originale, hat einen Manga-Leseraum und ein Theater.